# Tortenmenü
Bei einem Tortenmenü oder Pie-Menü (von englisch pie, eine Art Kuchen oder Pastete) handelt es sich in der Softwaretechnik um ein Menü, das kreisförmig um einen Referenzpunkt (beispielsweise den Mauszeiger oder eine Computerspielfigur) dargestellt wird. Die Optionen werden ausgewählt, indem mit dem Eingabegerät, etwa der Maus, in eine bestimmte Richtung „gezeigt“ wird. In den meisten Fällen nehmen Tortenmenüs die Funktion eines Kontextmenüs ein.
Als Vorteil von Tortenmenüs wird im Vergleich zu herkömmlichen linearen Pull-Down-Menüs oft angegeben, dass die Navigation durch eine grafische Benutzeroberfläche effizienter, schneller und weniger fehleranfällig gemacht wird, da es einfacher sei, schnell eine Richtung von einem Punkt aus anzuzeigen, als einen Eintrag eines Aufklapp-Menüs zu treffen. Dies wurde schon 1954 wissenschaftlich von Paul Fitts nachgewiesen. Tortenmenüs werden in Computerprogrammen seit Beginn der 1990er Jahre eingesetzt.

## Vorkommen

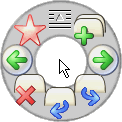
Tortenmenü beim Webbrowser Mozilla Firefox

Tortenmenü des Surface Dials unter Windows

Trotz ihrer Vorteile sind Tortenmenüs immer noch relativ wenig verbreitet. Dies liegt vor allem an der geringen Verfügbarkeit von standardisierten Programmbibliotheken für Benutzeroberflächen, die diese Interaktionsform unterstützen. Eine Ausnahme davon stellt der Computerspielebereich dar, wo sie schon seit längerem sehr verbreitet sind; Beispiele sind Die Sims, Silver, Second Life, Secret of Mana, Neverwinter Nights oder Crysis.

### Grafische Benutzeroberflächen
Bisher gibt es nur sehr wenige komplette Desktop-Oberflächen, die konsequent auf Tortenmenüs setzen. Der erste Fenstermanager, der dieses Feature zumindest teilweise einsetzte, war der UDE Window Manager, der seit 1998 für Unix-Betriebssysteme entwickelt wird. Auch der 3D-Fenstermanager Metisse, der seit 2007 mit einigen Linux-Distributionen mitgeliefert wird, beinhaltet Tortenmenüs als Funktionalität. Für die Desktopoberfläche Gnome gibt es ein Plugin.
In der Entwicklung von Microsoft Windows wird seit Ende der 1990er Jahre angekündigt, Tortenmenüs zu unterstützen. So sollte dieses Feature laut einer 1999 von Microsoft gemachten Ankündigung als Teil einer neukonzipierten Oberfläche bei der sechsten Windows-NT-Generation (das heutige Vista) bereits standardmäßig eingebaut sein, es wurde jedoch auf die für 2009 erwartete siebte Generation (Windows 7) verschoben. In Windows 8 und der Modern-UI-Oberfläche wird verstärkt auf Tortenmenüs gesetzt.
Seit Windows 10 (Version 1607) wird vom Betriebssystem ein systemweites und durch Anwendungen erweiterbares Tortenmenü bereitgestellt. Dieses lässt sich durch Radeingabegeräte (englisch Radial Controller) wie das Surface Dial von Microsoft öffnen und bedienen.
Für Windows gibt es die Software SmartPie, die das Konzept auf das Starten von Programmen und ähnlichen Aktionen überträgt, oder aber zum Beispiel RadialM, das einzelne Funktionen über Tortenmenüs bereitstellt.

### Anwendungsprogramme
Anwendungsprogramme sind bisher nur vereinzelt für den Einsatz mit Tortenmenüs eingerichtet. Das wohl bekannteste Programm, für das eine solche Funktionalität zur Verfügung steht, ist der Webbrowser Mozilla Firefox – bei dem sie jedoch wie in den meisten anderen Fällen auch als Plug-in nachinstalliert werden muss.
Daneben sind einige Grafikprogramme mit Tortenmenüs ausgestattet. So war der Power Animator, ein bekanntes vor allem in der Filmindustrie eingesetztes 3D-Modelling-Programm, um 1990 einer der Pioniere bei der Einführung dieser Menüform.
Auch bei Anwendungsprogrammen im professionellen Umfeld sind mittlerweile vereinzelt Tortenmenüs anzutreffen. So verfügt die CAD-Software SolidWorks ab Version 2010 über eine Art Mischung aus Tortenmenü und Mausgeste, womit häufig genutzte Funktionen (Ansichten wechseln, in Skizzen Linien, Kreise oder Rechtecke hinzufügen) schneller erreichbar sind.